# Saint-Front-sur-Lémance
 Saint-Front-sur-Lémance  là một xã của tỉnh Lot-et-Garonne, thuộc vùng Nouvelle-Aquitaine, tây nam nước Pháp.